# S3RL
喬爾·休斯（英語：Jole Hughes，1981年12月17日—），藝名為S3RL（發音為Serl），是一位來自澳大利亞昆士蘭州布里斯班的快樂硬核唱片騎師、音樂家和唱片製作人。有媒體認為S3RL是快樂硬核領域中最傑出的音樂家之一。知名作品有《Hentai》和《MTC》等等。

## 外部連結
- 官方网站
- S3RL的Facebook專頁
- S3RL在SoundCloud上的页面